# Max von Schlebrügge
Max Walter Sebastian von Schlebrügge, född 1 februari 1977 i Solna, är en svensk före detta fotbollsspelare som sist spelade för IFK Österåker. Han spelade främst som försvarare.

## Biografi
Max von Schlebrügge är född och uppvuxen i Bergshamra i Solna kommun och i Vasastan i Stockholm. Han spelade i AIK som junior. Han lämnade Sverige i augusti 1996 för studier och spel i Florida Atlantic University, och stannade till våren 1998. Därefter anslöt han till IF Brommapojkarna för att spela där till och med säsongen 2001. Inför säsongen 2002 skrev han på för de nyblivna svenska mästarna Hammarby IF, gjorde allsvensk debut i april 2002 och spelade där i fem säsonger.
I januari 2007 skrev von Schlebrügge på för belgiska toppklubben RSC Anderlecht till och med år 2010. Efter en säsong gick han dock till danska Brøndby IF, där han spelade i fyra år från januari 2008 till och med december 2011. I februari 2012 offentliggjorde Hammarby IF att Max von Schlebrügge skulle återvända till föreningen inför säsongen i Superettan. Han finansierades delvis av pengar som samlades in via supporterinitiativet Bajen Aid. 
Bara en vecka innan seriepremiären i Superettan skadade sig Max von Schlebrügge när han skallade ihop med lagkamraten Monday James på en träning. Efter fyra månaders uppehåll på grund av hjärnskakningen kunde von Schlebrügge spela för Hammarby igen i slutet av juli 2012. Hösten 2015 gjorde Max von Schlebrügge comeback på fotbollsplanen i IFK Österåker, i ett försök att rädda laget kvar i division 3. 

### Landslagskarriär
Första matchen med svenska landslaget var en vänskapslandskamp den 18 november 2003 borta mot Egypten. Därefter har det oftast handlat om medverkan i vänskapslandskamper runt nyår. Till EM-kvalmatchen mot Nordirland i mars 2007 var han med i truppen men fick ingen speltid. Till landslagets två EM-kvalmatcher i början av juni 2007 kallades han åter till truppen och det blev ett inhopp i 5-0-segern mot Island, där Lars Lagerbäck valde att byta ut nyckelspelare som redan hade ett gult kort sedan tidigare för att inte riskera avstängningar på dessa till nästa match.

## Statistik
Matcher och mål under Hammarby-tiden:
- Säsong 2002: 15 matcher 0 mål
- Säsong 2003: 24 matcher 1 mål
- Säsong 2004: 19 matcher 3 mål
- Säsong 2005: 22 matcher 1 mål
- Säsong 2006: 21 matcher 3 mål

Matcher och mål under Anderlecht-tiden:
- Säsong 2006/07: 6 matcher 0 mål
- Säsong 2007/08: 2 matcher 1 mål

Matcher och mål under Brøndby-tiden:
- Säsong 2007/08: 14 matcher 1 mål
- Säsong 2008/09: 31 matcher 3 mål
- Säsong 2009/10: 19 matcher 2 mål
- Säsong 2010/11: 21 matcher 0 mål
- Säsong 2011/12: 1 match 1 mål

## Familj
von Schlebrügge är son till journalisten Jan Holmström och hette före mars 2000 Holmström, von Schlebrügge är hans farmors flicknamn. Fadern är kusin till den amerikanska skådespelerskan Uma Thurman.

## Meriter
- A-landskamper för Sverige: 10 stycken.
- Årets Bajenspelare: 2003, 2005[3].